# Vlag van Batenburg

Vlag van de gemeente Batenburg
(1975-1984)

De vlag van Batenburg is het gemeentelijk dundoek van de voormalige Gelderse gemeente Batenburg. De vlag werd op 20 augustus 1975 per raadsbesluit aangenomen.
De beschrijving luidt:
In rood een geel diagonaalkruis van geel met armen ter dikte van 1/5 van de vlaghoogte, vergezeld van vier omgewende droogscheerdersscharen.
Het ontwerp was van de Hoge Raad van Adel en is gelijk aan dat van het gemeentewapen. In 1984 is Batenburg opgegaan in de gemeente Wijchen. Het wapen en de vlag van Batenburg zijn overgegaan op Wijchen omdat Batenburg de enige plaats in de gemeente is die in het verleden stadsrechten had.

## Verwante afbeeldingen

Wapen van Batenburg
de defileervlag van 1938
Vlag van Wijchen